# Associação de Escuteiros de Angola
A Associação de Escuteiros de Angola (AEA) foi fundada em 1994 e é membro da Organização Mundial do Movimento Escoteiro (OMME) desde 1999. Em 2004 os censos apontavam para a existência de 13 753 escuteiros filiados à associação espalhados por 54 agrupamentos, dividindo-se estes por sete regiões: Luanda, Benguela, Cuanza Sul, Huíla, Huambo, Cabinda e Namibe e Bie.
A história do escutismo em território angolano começa nos anos em que este era uma colónia portuguesa e funcionava paralelamente com o Corpo Nacional de Escutas. Quando Angola alcança a independência, em 1975, o país adota a corrente política marxista. O escutismo é banido pelo governo. Em substituição adota-se a Organização de Pioneiros de Agostinho Neto (OPA).
Em 1991 recomeça oficialmente o movimento e em 1994 as duas associações existentes no país, a Associação de Escuteiros Católicos de Angola e a Associação Nacional de Escuteiros, juntam-se e formam a A.E.A..

## Cronologia histórica
- 22 de Fevereiro de 1991 – Fundação da Associação Nacional de Escuteiros – A.N.E.
- Junho de 1991 – Primeiras Promessas de Escuteiros Angolanos e constituição formal dos primeiros Agrupamentos;
- 5 de Outubro de 1992 – Reconhecimento da A.N.E. pelo Ministério da Juventude e Desportos de Angola
- 1993 – Constituição da Região de Benguela
- 4 de Dezembro de 1994 – Constituição da Associação de Escuteiros de Angola A.E.A.
- 5 de Agosto de 1996 – Certidão lavrada pelo Ministério da Justiça
- 3 a 5 de Dezembro de 1999 – 1º Conselho Nacional Plenário da A.E.A.
- 1 a 3 de Maio de 2004 – 31ª Conferência Zonal de Escutismo – África Austral

## Princípios do Escutista
1. O escuta orgulha-se pela sua fé e por ela orienta toda sua vida.
2. O escuta é filho de Angola e bom cidadão.
3. O dever do escuta começa em casa.

## Ligações Externas
- Associação de Escuteiros de Angola